# Aicas
aicas est une société allemande d'édition de logiciel, avec également des succursales en France et aux États-Unis. L'entreprise se positionne sur les segments de marché de l'aérospatiale, des automates industriels, de l'instrumentation et l'automobile.
L'activité de l'entreprise est principalement structurée autour de la mise à disposition sous licence de sa machine virtuelle Java, JamaicaVM.
L'entreprise est également responsable de la rédaction des spécifications pour machines virtuelles Java pour systèmes temps réels, RTSJ.